# VfR Aalen
Maillots
Le VfR Aalen est un club de football allemand basé à Aalen.

## Historique
- 1921 : fondation du club

## Palmarès
- Regionalliga Sud
  - Champion : 2010

## Anciens joueurs
- Dieter Hoeness
- Emil Noll
- Moses Sichone